# Oligomicina
Les oligomicines són un grup d'antibiòtics de la classe dels macròlids. Es tracta d'un grup de substàncies químicament estretament relacionades, sintetitzades per diverses soques de gènere Streptomyces, com S.diastatochromogenes. Constitueixen, concretament un grup de macròlids de 26 membres, amb dominis lactona i dobles enllaços elaborades com a mecanisme de defensa contra bacteris.
La seva toxicitat radica en la seva capacitat d'inhibir diverses ATPases, provocant el desacoblament de la fosforilació oxidativa de la cadena respiratòria mitocondrial.

## Funció
El seu ús com a antibiòtic és molt important clínicament.
Tanmateix, com a inhibidor de l'ATP sintasa és també molt emprada en recerca. L'oligimicina inhibeix la síntesi d'ATP bloquejant el seu canal de protons (subunitat F0), el qual és necessari per a la producció d'energia en la fosforilació oxidativa de l'ADP a ATP. En presència d'oligomicina, el transport d'electrons s'atura i el gradient de protons augmenta en no poder-se dissipar, i seguidament el transport d'electrons també s'atura per la impossibilitat de continuar bombant més protons en contra de gradient.
En bioenergètica, s'empra per a prevenir l'estat 3 (o respiració en estat 3), útil per establir el coeficient de control respiratori. i el grau d'acoblament entre cadena respiratòria i fosforilació oxidativa